# Teorie sklenice vody
Teorie „sklenice vody“ (rusky теория стакана воды) byl názor na pohlavní vztahy, jehož podstatou byla myšlenka, že sexuální potřeby mají být uspokojovány tak snadno, jako se žízeň hasí sklenicí vody. Teorie „sklenice vody“ se rozšířila v Sovětském svazu v prvních porevolučních letech:s.289 a neprávem se připisovala Alexandře Kollontajové. Lenin říkal, že požadavek „svobody v lásce“ je buržoazní, a nikoli proletářský, a je třeba mu čelit proletářským manželstvím z lásky.:s.289